# Осташковецька сільська рада
Осташкове́цька сільська́ ра́да — адміністративно-територіальна одиниця та орган місцевого самоврядування у Хмельницькому районі Хмельницької області. Адміністративний центр — село Осташки.

## Загальні відомості
- Населення ради: 931 особа (станом на 2001 рік)

## Історія
Хмельницька обласна рада рішенням від 18 червня 2014 року перейменувала у Хмельницькому районі Осташківську сільську раду на Осташковецьку.

## Населені пункти
Сільській раді підпорядковані населені пункти:
- с. Осташки

## Склад ради
Рада складається з 12 депутатів та голови.
- Голова ради: Капучак Алла Борисівна

### Депутати
За результатами місцевих виборів 2010 року депутатами ради стали:

#### За суб'єктами висування
| Суб'єкт висування | Кількість обраних депутатів | %    |
| ----------------- | --------------------------- | ---- |
| Народна партія    | 7                           | 58,3 |
| Самовисування     | 5                           | 41,7 |

#### За округами
| № округу       | Прізвище, ім'я, по батькові     | Дата визнання обраним | Освіта             | Партійна приналежність | Відомості про обраного депутата                      |
| -------------- | ------------------------------- | --------------------- | ------------------ | ---------------------- | ---------------------------------------------------- |
| Народна Партія |                                 |                       |                    |                        |                                                      |
| 1              | Мазяр Оксана Порфирівна         | 05.11.2010            | середня спеціальна | позапартійна           | Осташкове цька с/рада, землевпорядник                |
| 3              | Мазяр Світлана Петрвна          | 05.11.2010            | середня            | позапартійна           | продавець                                            |
| 4              | Мельник Павло Васильович        | 05.11.2010            | середня            | позапартійний          | ВАТ «Класт», слюсар                                  |
| 6              | Гончар Володимир Дмитрович      | 05.11.2010            | середня            | позапартійний          | ВАТ «Олешинське», керуючий                           |
| 7              | Саврій Марія Михайлівна         | 05.11.2010            | вища               | позапартійна           | пенсіонер                                            |
| 10             | Балан Оксана Вікторівна         | 05.11.2010            | вища               | позапартійна           | Череповецька загальноосвітня школа І-ІІ ст., вчитель |
| 11             | Мацюк Міла Михайлівна           | 05.11.2010            | середня спеціальна | позапартійна           | ХОПТД, молодша мед сестра                            |
| Самовисування  |                                 |                       |                    |                        |                                                      |
| 2              | Борис Віктор Миколайович        | 05.11.2010            | середня спеціальна | член Партії регіонів   | В/ч А3013, водій                                     |
| 5              | Дейчук Інна Миколаївна          | 05.11.2010            | середня спеціальна | позапартійна           | продавець                                            |
| 8              | Рідкодубська Віра Олександрівна | 05.11.2010            | середня спеціальна | позапартійна           | пенсіонер                                            |
| 9              | Горностай Людмила Володимирівна | 05.11.2010            | середня спеціальна | позапартійна           | Осташковецька с/р, секретар                          |
| 12             | Чернякова Людмила Іванівна      | 05.11.2010            | середня спеціальна | позапартійна           | тимчасово не працює                                  |